# Action Replay

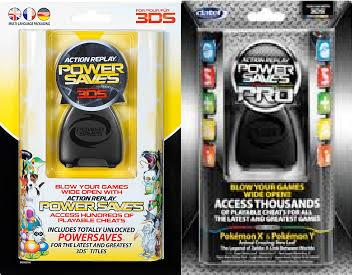
Der Action Replay Power Saves 3DS und der Action Replay Power Saves 3DS Pro.

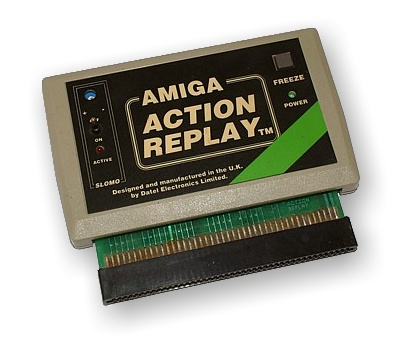
Ein Action Replay-Steckmodul für Amiga 500.

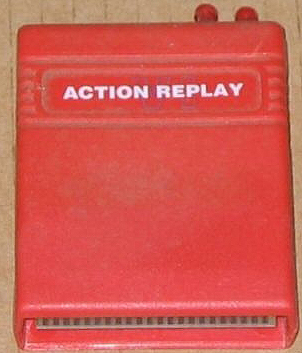
Action Replay-Steckmodul für den C64.

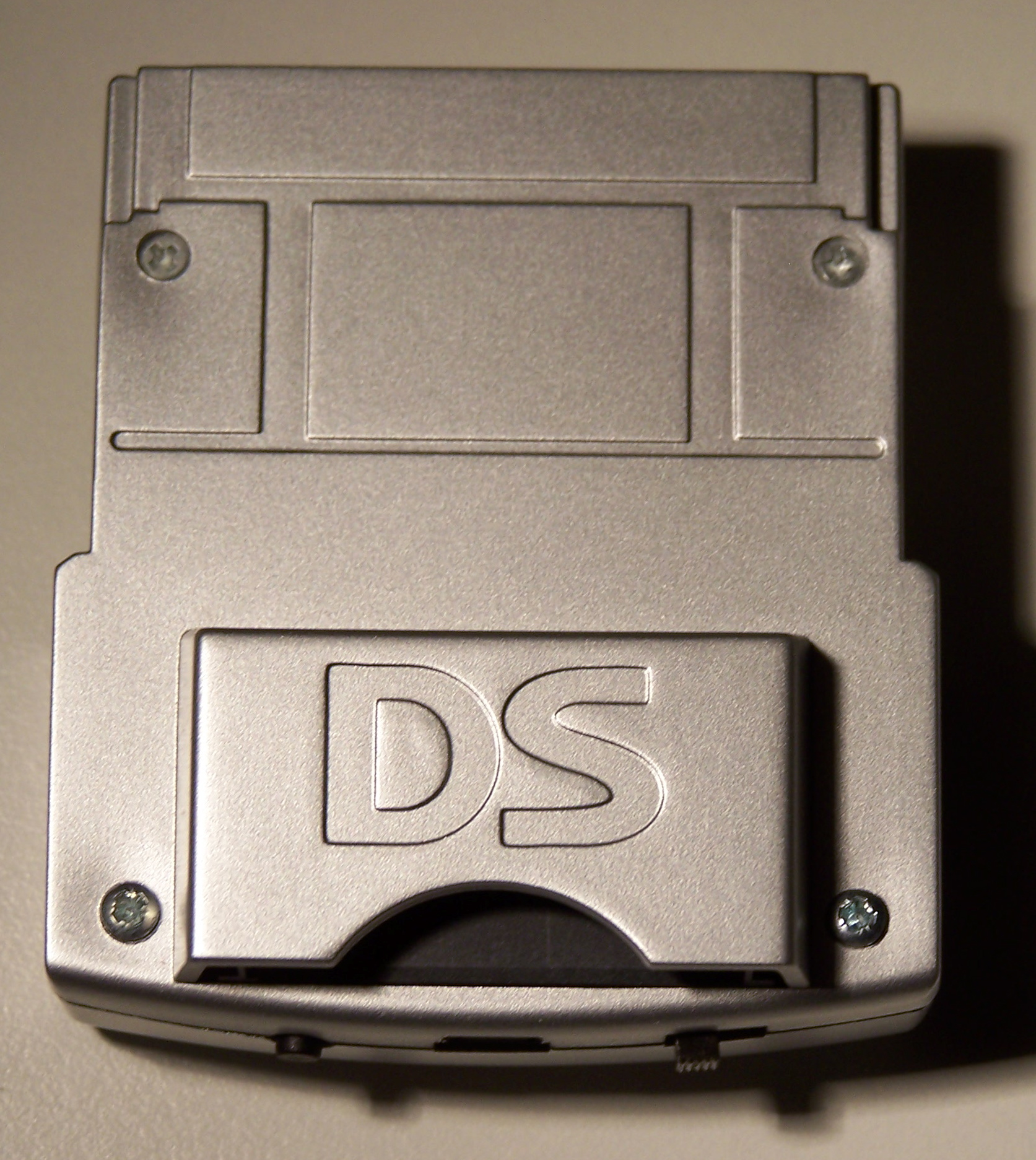
Action Replay für den Nintendo DS.

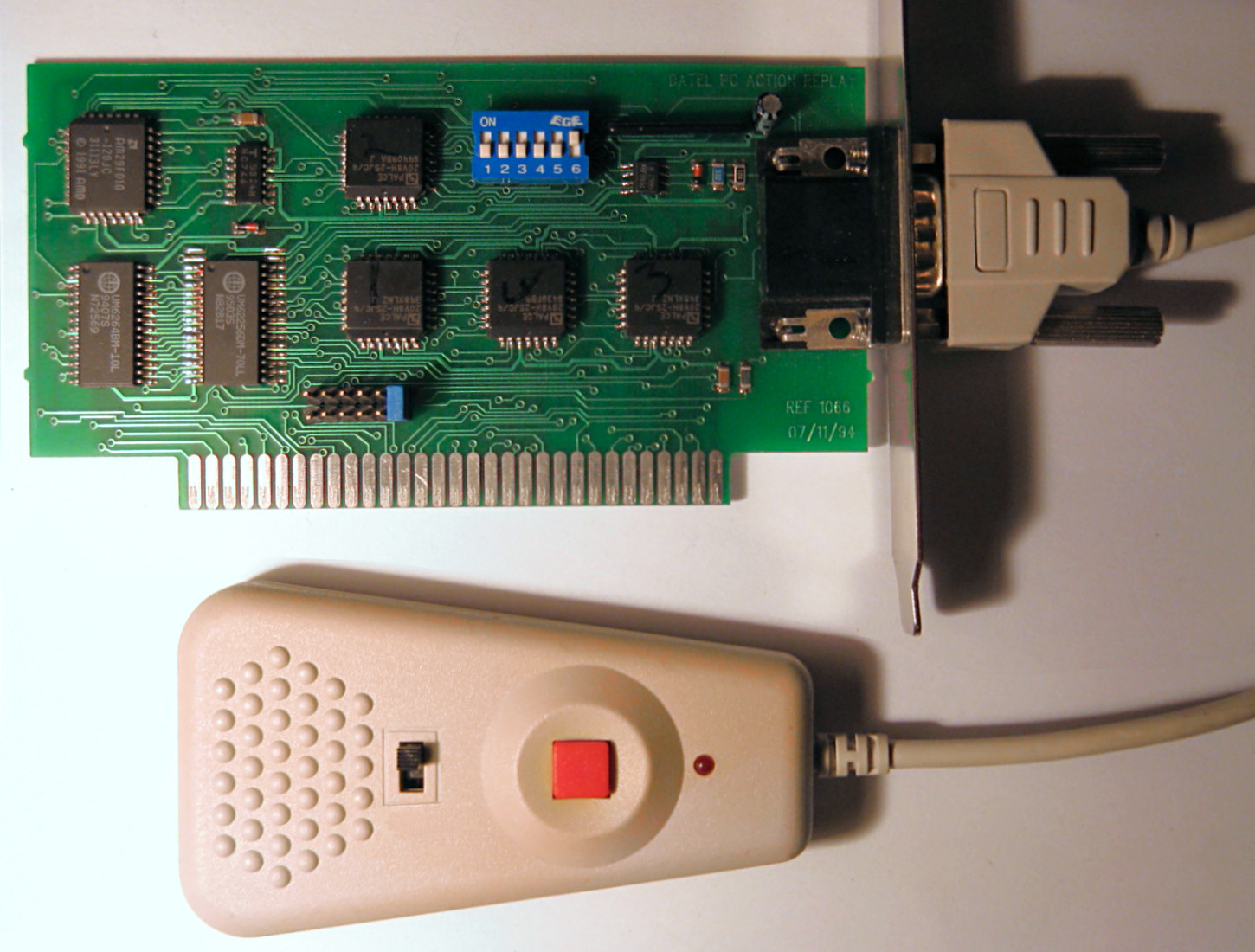
Action Replay für DOS-PCs mit ISA-Steckkarte

Action Replay ist ein Markenname der Firma Datel, unter dem ein Cheatmodul für Spielkonsolen und Computer verkauft wird. Das Steckmodul ist zurzeit für Nintendo GameCube, Game Boy Advance, PlayStation 2, Xbox, Nintendo DS, Nintendo Wii, PlayStation Portable (PSP) und Nintendo 3DS erhältlich.

## Überblick
Das Steckmodul kann komplette Spielstände einfrieren und speichern, für die meisten Konsolen finden sich solche gespeicherten Speicherstände im Internet. Ferner können im Arbeitsspeicher abgelegte Daten eines laufenden Spieles manipuliert werden, um beispielsweise zusätzliche Leben, unendliche Munition für Waffen oder Ähnliches herbeizuführen (Power-up).
Das erste Action Replay wurde in den 1980er Jahren für den C64 konstruiert, Nachfolger waren Action Replay II, III, IV, V und VI. Die Amiga-Version hieß ebenfalls Action Replay und enthielt eine per Potentiometer einstellbare „Bremse“, die die Arbeitsgeschwindigkeit und damit die Spielgeschwindigkeit herabsetzte. Hiervon gab es drei Versionen für den A500, A2000 und später den A1200. Nachfolger wurden die Versionen Action Replay Mk II und Mk III.
Es existieren ähnliche Produkte anderer Unternehmen, wie z. B. Code Breaker, GameShark oder Game Genie.

## Versionen für Computer
- Commodore 64
  - Action Replay
  - Action Replay II
  - Action Replay III
  - Action Replay IV (1988)
  - Action Replay V (1989)
  - Action Replay VI
- Commodore Amiga
  - Action Replay (A500 card / A2000 CPU card) (1989)
  - Action Replay (A1200 card)
  - Action Replay Mk II (A500 card / A2000 CPU card) (1990/1991)
    - Version 2.05, ROM-ID: „ACTION REPLAY AMIGA Mk II (V2.05 01/12/90)“
    - Version 2.12, ROM-ID: „ACTION REPLAY AMIGA Mk II (V2.12 24/12/90)“
    - Version 2.14, ROM-ID: „ACTION REPLAY AMIGA Mk II (V2.14 22/02/91)“

  - Action Replay Mk III (A500 card / A2000 CPU card) (1991)
    - Version 3.09, ROM-ID: „ACTION REPLAY AMIGA MK III (V3.09 10/13/91)“
    - Version 3.17, ROM-ID: „ACTION REPLAY AMIGA MK III (V3.17 12/17/91)“
- PC
  - Action Replay PC (ISA-Karte) (1994)

## Versionen für Spielkonsolen

### 8-bit-Ära
- Nintendo Entertainment System
  - Pro Action Replay
- Sega Master System
  - Pro Action Replay
- Sega Game Gear
  - Pro Action Replay

### 16-bit-Ära
- Sega Mega Drive/Genesis
  - Pro Action Replay
  - Pro Action Replay 2
  - Pro CDX (benötigt Mega CD/Sega CD Erweiterung)
- Super Nintendo Entertainment System
  - Action Replay Pro Mark I
  - Action Replay Pro Mark II
  - Action Replay Pro Mark III

### 32/64-bit-Ära
- Sega Saturn
  - Pro Action Replay (USA)
  - Game Buster (in Deutschland)
- Sony PlayStation
  - Action Replay (1995)
  - Pro Action Replay (1996)
  - Action Replay CDX (1997)
  - Equalizer Extreme (1998)
  - Game Buster v3.1 (in Deutschland) (1998)
  - Game Buster v3.2 (in Deutschland) (1998)
  - Game Buster v3.3 (in Deutschland) (1998)
- Nintendo 64
  - Action Replay Pro (1999)
  - N64 Equalizer
  - Game Buster V3 (in Deutschland) (1999)

### Konsolen der sechsten Generation
- Sega Dreamcast
  - Action Replay CDX
- Sony PlayStation 2
  - Action Replay 2 (2000)
  - Action Replay 2 V2 (2001)
  - Action Replay 2 V2.1
  - Action Replay 2 V2.2
  - Action Replay 2 V2.34
  - Action Replay MAX (2003, Update 2004)
  - Action Replay MAX 3.13
  - Action Replay MAX 3.14
  - Action Replay MAX 3.60 EVO
  - Action Replay MAX DRIVE
- Microsoft Xbox
  - Action Replay (2002)
- Nintendo GameCube
  - Action Replay (2003)
  - Action Replay Version 1.11 (Jan/2004)
  - Action Replay Version 1.18 (Mai/2004)
  - Action Replay (2007) – Wii-kompatibel, funktioniert jedoch nicht mehr für die neuen „Firmware-Versionen“ der Wii
- Nintendo Wii
  - USB Gecko Adapter (2008) – benötigt einen installierten „Homebrew Channel“; Wii ↔ PC per USB Kabel um Spiele zu „debuggen“

## Versionen für Handheld-Konsolen
- Nintendo Game Boy
  - Pro Action Replay
  - Action Replay Online
  - Action Replay Extreme
- Sega Game Gear
  - Pro Action Replay
- Nintendo Game Boy Color
  - Action Replay Pro
- Nintendo Game Boy Advance
  - Action Replay (2001)
  - Action Replay Duo (2005)
  - Action Replay MAX (2006)
- Nintendo DS (i)
  - Action Replay Duo (2005)
  - Action Replay DS (2006)
  - Action Replay DSi (2009)
- PlayStation Portable (PSP)
  - Action Replay MAX (2005)
  - Action Replay for PSP 1000 2000 3000 PSPgo (2009) (Nach einem Firmwareupdate auf 6.30 oder höher nicht mehr nutzbar, da Sony die Programmierlücke, durch die das Action Replay gestartet wird, geschlossen hat.)
- Nintendo 3DS (XL)
  - Action Replay Power Saves 3DS (2013)
  - Action Replay Power Saves 3DS Pro (2013)